# Ганский седи
Се́ди — денежная единица Ганы, введена 19 июля 1965 года, выпускается Банком Ганы. 1 седи равен 100 песева (pesewa). Код ISO 4217 — GHS. С 1 января 2007 года по 1 января 2010 года в Общероссийском классификаторе валют назывался «седи Ганы», затем просто «седи», в настоящее время «ганский седи».

## История
В колониальный период на территории британской колонии Золотой берег обращался фунт стерлингов, а в 1796—1818 годах для Золотого берега чеканились серебряные монеты — акки. В 1913 году была введена новая валюта британских колоний, входивших в состав Британской Западной Африки — западноафриканский фунт.
После достижения в 1957 году независимости на территории страны в обращении первоначально продолжал использоваться западноафриканский фунт. Необходимость во введении собственной валюты возникла в Гане вследствие развития туристического бизнеса и притока в страну иностранных туристов. В 1958 году в обращение был введён ганский фунт, заменивший западноафриканский фунт в соотношении 1:1. В 1965 году ганский фунт был сменён седи в соотношении 1 фунт = 2,4 седи (1 пенни = 1 песева).
23 февраля 1967 года был введён «новый седи», сменивший седи в соотношении 1 новый седи = 1,2 седи. Несмотря на изменение названия денежной единицы, на банкнотах нового образца название денежной единицы обозначалось по-прежнему: «Cedi, Cedis, ₵».
16 февраля 1972 года «новый седи» был переименован в «седи». Были выпущены банкноты нового образца, старые банкноты образца 1967—1971 годов продолжали использоваться в обращении до марта 1973 года.
В марте 1979 года был произведён обмен банкнот на банкноты образца 1979 года. Обмен сумм до 5000 седи производился в соотношении 10:7, свыше 5000 седи — 2:1.
1 июля 2007 года в целях борьбы с последствиями инфляции была произведена деноминация седи. Старые седи обменивались на новые в соотношении 10 000:1. До конца 2007 года седи старого и нового образца были в обращении одновременно.

## Монеты

### Серия 1965—1967 годов
| Изображение       | Номинал  | Описание     | Описание            | Описание              | Описание  | Описание     | Описание    | Дата выпуска |
| Obverse & Reverse | Номинал  | Аверс        | Реверс              | Материал              | Масса (г) | Диаметр (мм) | Гурт        | Дата выпуска |
| ----------------- | -------- | ------------ | ------------------- | --------------------- | --------- | ------------ | ----------- | ------------ |
|                   | 5 песев  | Кваме Нкрума | Пятиконечная звезда | Медно-никелевый сплав | 4,1       | 22,0         | Гладкий     | 19 июля 1965 |
|                   | 10 песев | Кваме Нкрума | Пятиконечная звезда | Медно-никелевый сплав | 3,2       | 20,0         | Рубчатый    | 19 июля 1965 |
|                   | 25 песев | Кваме Нкрума | Пятиконечная звезда | Медно-никелевый сплав | 8,65      | 27,4         | Рубчатый    | 19 июля 1965 |
|                   | 50 песев | Кваме Нкрума | Пятиконечная звезда | Медно-никелевый сплав | 13,9      | 32,0         | Прерывистый | 19 июля 1965 |

### Серия 1967 года
| Изображение       | Номинал  | Описание                         | Описание            | Описание              | Описание  | Описание     | Описание    | Год выпуска |
| Obverse & Reverse | Номинал  | Аверс                            | Реверс              | Материал              | Масса (г) | Диаметр (мм) | Гурт        | Год выпуска |
| ----------------- | -------- | -------------------------------- | ------------------- | --------------------- | --------- | ------------ | ----------- | ----------- |
|                   | ½ песев  | Народные музыкальные инструменты | Пятиконечная звезда | Бронза                | 2,9       | 20,2         | Гладкий     | 1967        |
|                   | 1 песев  | Народные музыкальные инструменты | Пятиконечная звезда | Бронза                | 5,72      | 25,47        | Гладкий     | 1967—1979   |
|                   | 2½ песев | Плоды какао                      | Герб Ганы           | Медно-никелевый сплав | 3,2       | 19,5         | Гладкий     | 1967        |
|                   | 5 песев  | Плоды какао                      | Герб Ганы           | Медно-никелевый сплав | 2,85      | 19,0         | Рубчатый    | 1967—1975   |
|                   | 10 песев | Плоды какао                      | Герб Ганы           | Медно-никелевый сплав | 5,6       | 23,5         | Рубчатый    | 1967—1979   |
|                   | 20 песев | Плоды какао                      | Герб Ганы           | Медно-никелевый сплав | 11,2      | 28,0         | Рубчатый    | 1967—1979   |
|                   | 50 песев | Плоды какао                      | Герб Ганы           | Медно-никелевый сплав | 12,5      | 32,0         | Прерывистый | 1979        |
|                   | 1 седи   | Каури-монета                     | Герб Ганы           | Латунь                | 11,9      | 30,0         | Гладкий     | 1979        |

### Серия 2007 года
| Изображение | Номинал  | Материал                                     | Диаметр (мм) | Толщина (мм) | Масса (г) | Гурт                 | Годы выпуска   |
| ----------- | -------- | -------------------------------------------- | ------------ | ------------ | --------- | -------------------- | -------------- |
|             | 1 песева | сталь, плак. медью                           | 17           | 1,2          | 1,82      | гладкий              | 2007           |
|             | 5 песев  | сталь, плак. никелем                         | 18           | 1,52         | 2,5       | гладкий              | 2007 2012 2016 |
|             | 10 песев | сталь, плак. никелем                         | 20,5         | 1,54         | 3,4       | гладкий              | 2007 2016      |
|             | 20 песев | сталь, плак. никелем                         | 23,47        | 1,5          | 4,36      | гладкий              | 2007 2016      |
|             | 50 песев | сталь, плак. никелем                         | 26,45        | 1,69         | 6,15      | рубчатый             | 2007           |
|             | 1 седи   | сталь, плак.: кольцо: никелем центр: бронзой | 27,98        | 1,85         | 7,3       | прерывисто- рубчатый | 2007           |

## Банкноты

### Серия 1965—1967 годов
| Серия 1965—1967 годов | Серия 1965—1967 годов | Серия 1965—1967 годов | Серия 1965—1967 годов | Серия 1965—1967 годов | Серия 1965—1967 годов | Серия 1965—1967 годов |
| Изображение           | Номинал (седи)        | Размеры (мм)          | Основные цвета        | Описание              | Описание              | Дата выпуска          |
| Изображение           | Номинал (седи)        | Размеры (мм)          | Основные цвета        | Лицевая сторона       | Оборотная сторона     | Дата выпуска          |
| --------------------- | --------------------- | --------------------- | --------------------- | --------------------- | --------------------- | --------------------- |
|                       | 1                     |                       | синий                 | Кваме Нкрума          | Банк Ганы             | 19 июля 1965          |
|                       | 5                     |                       | тёмно-серый           | Кваме Нкрума          | Верховный суд         | 19 июля 1965          |
|                       | 10                    |                       | зелёный               | Кваме Нкрума          | Арка Независимости    | 19 июля 1965          |
|                       | 50                    |                       | красный               | Кваме Нкрума          | Пальмы на побережье   | 19 июля 1965          |
|                       | 100                   |                       | фиолетовый            | Кваме Нкрума          | Госпиталь в Кумаси    | 19 июля 1965          |
|                       | 1000                  |                       | чёрный                | Геометрические узоры  | Банк Ганы             | 19 июля 1965          |

### Новый Седи (1967—2007)

#### Серия 1967—1972 годов
| Серия 1967—1972 годов | Серия 1967—1972 годов | Серия 1967—1972 годов | Серия 1967—1972 годов | Серия 1967—1972 годов | Серия 1967—1972 годов               | Серия 1967—1972 годов |
| Изображение           | Номинал (седи)        | Размеры (мм)          | Основные цвета        | Описание              | Описание                            | Годы выпуска          |
| Изображение           | Номинал (седи)        | Размеры (мм)          | Основные цвета        | Лицевая сторона       | Оборотная сторона                   | Годы выпуска          |
| --------------------- | --------------------- | --------------------- | --------------------- | --------------------- | ----------------------------------- | --------------------- |
|                       | 1                     | 140×64                | голубой синий         | Плоды какао           | Щит и мечи                          | 1967—1971             |
|                       | 5                     | 147×70                | жёлто-зелёный         | Фигурка тукана        | Фигурки рыбки, черепахи и крокодила | 1967—1969             |
|                       | 10                    | 153×76                | красный               | Предметы искусства    | Статуэтки                           | 1967—1970             |

#### Серия 1972—1979 годов
| Серия 1972—1979 годов | Серия 1972—1979 годов | Серия 1972—1979 годов | Серия 1972—1979 годов | Серия 1972—1979 годов  | Серия 1972—1979 годов | Серия 1972—1979 годов |
| Изображение           | Номинал (седи)        | Размеры (мм)          | Основные цвета        | Описание               | Описание              | Годы выпуска          |
| Изображение           | Номинал (седи)        | Размеры (мм)          | Основные цвета        | Лицевая сторона        | Оборотная сторона     | Годы выпуска          |
| --------------------- | --------------------- | --------------------- | --------------------- | ---------------------- | --------------------- | --------------------- |
|                       | 1                     | 140×64                | синий                 | Школьница с гарнитурой | Уборка какао-бобов    | 1973—1978             |
|                       | 2                     | 143×67                | голубой жёлтый        | Крестьянин             | Рыбаки                | 1972—1978             |
|                       | 5                     | 147×70                | коричневый            | Торговка               | Мечеть Ларабанга      | 1973—1978             |
|                       | 10                    | 153×76                | красный               | Мужчина с трубкой      | ГЭС Акосомбо          | 1973—1978             |

#### Серия 1979—1983
| Серия 1979—1983 годов | Серия 1979—1983 годов | Серия 1979—1983 годов | Серия 1979—1983 годов      | Серия 1979—1983 годов | Серия 1979—1983 годов | Серия 1979—1983 годов |
| Изображение           | Номинал (седи)        | Размеры (мм)          | Основные цвета             | Описание              | Описание              | Годы выпуска          |
| Изображение           | Номинал (седи)        | Размеры (мм)          | Основные цвета             | Лицевая сторона       | Оборотная сторона     | Годы выпуска          |
| --------------------- | --------------------- | --------------------- | -------------------------- | --------------------- | --------------------- | --------------------- |
|                       | 1                     | 137×65                | зелёный                    | Молодой парень        | Лозоплетение          | 1979—1982             |
|                       | 2                     | 143×67                | жёлтый черный              | Школьница             | Полевые работы        | 1979—1982             |
|                       | 5                     | 148×70                | красный бежевый            | Северянен             | Заготовка леса        | 1979—1982             |
|                       | 10                    | 152×73                | фиолетовый розовый зелёный | Молодая девушка       | Рыбаки                | 1979—1982             |
|                       | 20                    | 157×75                | зелёный                    | Шахтёр                | Ткач                  | 1979—1982             |
|                       | 50                    | 160×77                | коричневый                 | Старик                | Уборка какао-бобов    | 1979—1980             |

#### Серия 1983—2007 годов
| Серия 1983—2007 годов | Серия 1983—2007 годов | Серия 1983—2007 годов | Серия 1983—2007 годов | Серия 1983—2007 годов                   | Серия 1983—2007 годов              | Серия 1983—2007 годов |
| Изображение           | Номинал (седи)        | Размеры (мм)          | Основные цвета        | Описание                                | Описание                           | Годы выпуска          |
| Изображение           | Номинал (седи)        | Размеры (мм)          | Основные цвета        | Лицевая сторона                         | Оборотная сторона                  | Годы выпуска          |
| --------------------- | --------------------- | --------------------- | --------------------- | --------------------------------------- | ---------------------------------- | --------------------- |
|                       | 10                    | 137×65                | фиолетовый розовый    | В. О. II Ларби Фред Оту Е. Кваси Нукпор | Здание сельского банка             | 1984                  |
|                       | 20                    | 143×67                | оливковый зелёный     | Яаа Асантева                            | Шахтер офицер студент демонстранты | 1984                  |
|                       | 50                    | 148×70                | коричневый бордовый   | Молодой парень                          | Сушка зерна                        | 1983                  |
|                       | 100                   | 150×71 152×73         | синий фиолетовый      | Женщина                                 | Погрузка мешков                    | 1983                  |
|                       | 200                   | 155×75                | коричневый зелёный    | Старик                                  | Учитель с учениками                | 1983                  |
|                       | 500                   | 152×75                | синий зелёный         | Чёрная звезда и кулак                   | Шахтёр бобы какао                  | 1986                  |
|                       | 1000                  | 163×79                | синий оливковый       | Бриллианты                              | Уборка какао-бобов                 | 1991                  |
| 140×70                | 1000                  | 1996                  | синий оливковый       | Бриллианты                              | Уборка какао-бобов                 |                       |
|                       | 2000                  | 163×79                | коричневый оливковый  | Арочный мост                            | Рыбаки                             | 1994                  |
| 145×72                | 2000                  | 1996                  | коричневый оливковый  | Арочный мост                            | Рыбаки                             |                       |
|                       | 5000                  | 169×79                | зелёный оранжевый     | Герб Ганы                               | Грузовые суда и брёвна             | 1994                  |
| 150×75                | 5000                  | 1996                  | зелёный оранжевый     | Герб Ганы                               | Грузовые суда и брёвна             |                       |
|                       | 10 000                | 154×78                | фиолетовый оранжевый  | Портрет Большой Шестёрки                | Арка независимости                 | 2002                  |
|                       | 20 000                | 160×80                | оранжевый коричневый  | Эфраим Аму                              | Национальный театр Ганы            | 2002                  |

### Серия 2007 года
На лицевой стороне всех банкнот (кроме 2 седи) размещён групповой портрет политических деятелей Ганы, на котором изображены Э. Ако-Аджей, Дж. Б. Данкуахи, Кваме Нкрума, Э. Обетсбери-Ламптея, У. Офори-Атты и Э. Акуффо-Аддо. Банкнота в 50 седи с 2012 года печатается с голограммой в виде плода какао.
29 ноября 2019 года в обращение выпущены банкноты в 100 и 200 седи.
| Серия 2007 года | Серия 2007 года | Серия 2007 года | Серия 2007 года    | Серия 2007 года                                     | Серия 2007 года           | Серия 2007 года                    |
| Изображение     | Номинал (седи)  | Размеры (мм)    | Основные цвета     | Описание                                            | Описание                  | Годы печати                        |
| Изображение     | Номинал (седи)  | Размеры (мм)    | Основные цвета     | Лицевая сторона                                     | Оборотная сторона         | Годы печати                        |
| --------------- | --------------- | --------------- | ------------------ | --------------------------------------------------- | ------------------------- | ---------------------------------- |
|                 | 1               | 137×65          | красный розовый    | Портрет Большой Шестёрки, триумфальная арка в Аккре | Плотина ГЭС Акосомбо      | 2007 2010 2013—2015 2019           |
|                 | 2               | 139×67          | жёлтый коричневый  | Портрет Кваме Нкрума                                | Здание правительства Ганы | 2010 2013—2015 2017                |
|                 | 5               | 141×68          | синий голубой      | Портрет Большой Шестёрки, триумфальная арка в Аккре | Университет Ганы          | 2007 2010—2011 2013—2015 2019      |
|                 | 10              | 145×71          | зелёный            | Портрет Большой Шестёрки, триумфальная арка в Аккре | Здание Банка Ганы         | 2007 2010—2011 2013—2015 2017 2019 |
|                 | 20              | 149×74          | фиолетовый голубой | Портрет Большой Шестёрки, триумфальная арка в Аккре | Здание Верховного суда    | 2007 2010—2011 2013—2015 2017 2019 |
|                 | 50              | 153×77          | коричневый         | Портрет Большой Шестёрки, триумфальная арка в Аккре | Форт Кристиансборг        | 2007 2010 2012 2014 — 2017 2019    |
|                 | 100             | 157×80          | голубой            | Большая шестерка, Арка независимости                | Интерьер парламента Ганы  | 2019 2022                          |
|                 | 200             | 161×83          | бордовый           | Большая шестерка, Арка независимости                | Юбилейный дом             | 2019 2022                          |

## Режим валютного курса
В настоящее время в Гане используется режим плавающего валютного курса. Критерием эффективности курсовой политики (курсовой якорь) выступают показатели инфляции.